# São Julião (Portalegre)
São Julião ist ein Ort und eine ehemalige Gemeinde (Freguesia) im portugiesischen Kreis Portalegre. Die Gemeinde hatte 343 Einwohner (Stand 30. Juni 2011).
Am 29. September 2013 wurden die Gemeinden São Julião und Reguengo zur neuen Gemeinde União das Freguesias de Reguengo e São Julião zusammengeschlossen.